# 外閉鎖筋
外閉鎖筋（がいへいさきん、英語: obturatorius externus muscle）は人間の坐骨と恥骨の筋肉で股関節の外旋を行う。
閉鎖孔の内側骨縁の外面と閉鎖膜から起こり、転子窩で終わる。たまに股関節包にも停止する。